# Colofonia (química)
Colofonia es un neuroprotector aislado de la planta Rhodiola rosea.